# Sphaeronella giardii
Sphaeronella giardii är en kräftdjursart som beskrevs av Hansen 1897. Sphaeronella giardii ingår i släktet Sphaeronella, och familjen Nicothoidae. Arten är reproducerande i Sverige.